# Anatolij Czemodurow
Anatolij Władimirowicz Czemodurow (ros. Анато́лий Влади́мирович Чемоду́ров; ur. 21 lipca 1919, zm. 28 grudnia 1986) – radziecki aktor filmowy. Mąż aktorki głosowej Kłary Rumianowej.
Absolwent wydziału aktorskiego WGIK (klasa Siergieja Gierasimowa i Tamary Makarowej). W filmie debiutował w 1948 roku rolą Siergieja Lewaszowa w filmie Młoda gwardia.

## Wybrana filmografia
- 1948: Młoda gwardia jako Siergiej Lewaszow
- 1950: Zwycięzca przestworzy
- 1951: Kawaler Złotej Gwiazdy
- 1951: Taras Szewczenko
- 1953: Odzyskane szczęście jako Boris Czekanow, sekretarz „rejkomu”
- 1956: Nieśmiertelny garnizon jako Rudenko
- 1959: Los człowieka